# Al-Wahda SC Damasc
|  | Aquest article tracta sobre el club de futbol siri. Vegeu-ne altres significats a «Al-Wahda». |

L'Al-Wahda Sports Club (àrab: نادي الوحدة, Nādī al-Waḥda, ‘Club de la Unitat’) és un club de futbol sirià de la ciutat de Damasc.

## Història
El club va ser fundat l'any 1928 amb el nom d'Al-Qasioun Sports Club. Posteriorment adoptà el nom d'Al-Wahda.

## Palmarès
- Lliga siriana de futbol:[2]
  - 2004, 2014
- Copa siriana de futbol:[3]
  - 1993, 2003, 2012, 2013, 2015, 2016, 2017
- Supercopa siriana de futbol: 
  - 1993